# Clan Grant
Clan Grant è un clan scozzese delle Highlands. L'attuale capo del Clan è Lord Strathspey (Sir James Patrick Trevor Grant di Grant, VI barone Strathspey, XXXIII capo clan ereditario del Clan Grant).

## Storia

### Origini
Una teoria è che gli antenati dei capi del Clan Grant arrivarono in Scozia con i Normanni in Inghilterra, dove il nome si trova subito dopo la conquista del paese. Sebbene alcuni storici abbiano affermato che i Grant facessero parte del gruppo di famiglie Siol Alpin che discendono da Alpín, padre di Kenneth MacAlpin, primo re di Scozia. Le prime sovvenzioni che compaiono in Scozia sono registrate nel XIII secolo quando acquistarono le terre di Stratherrick.

### Guerre d'indipendenza scozzesi
Durante le guerre d'indipendenza scozzesi, il Clan Grant fu uno dei sostenitori di William Wallace e John e Randolph Grant furono catturati nella battaglia di Dunbar (1296). Il Clan Grant, in seguito, sostenne Robert the Bruce. La vittoria di Robert confermò le sovvenzioni nelle loro terre di Strathspey, dove divennero capi delle Highlands.

### XV e XVI secolo
Il successivo riferimento disponibile è di Duncan le Grant nel 1434, e in seguito, Sir Duncan Grant di Freuchie (Castle Grant), che ereditò terreni nella valle di Dulnain nello Speyside superiore da sua madre, Matilda di Glencarnie. La sua famiglia l'aveva in parte posseduta dal 1180, quando Riccardo I d'Inghilterra diede a Kinveachy (circa dieci miglia a sud-ovest di Castle Grant) a Gille Brigte, conte di Strathearn.
Nel XVI secolo il clan e il suo capo erano diventati abbastanza potenti da avere un ruolo nella politica nazionale. Il loro principale alleato erano il Clan Gordon, il cui capo era il potente conte di Huntly.
Nel 1535 James Grant, il terzo Laird di Freuchie fu reso responsabile della polizia di Strathspey.
Nel 1580 un Robert Grant sconfisse un campione inglese a un torneo di giostra. Verso la fine del XVI secolo le sovvenzioni li portarono a litigare con i loro vecchi alleati, i Gordon, sulla religione.
Nel 1586 il conte di Huntly si alleò con il clan MacDonald e il Clan Cameron. I Grant risposero alleandosi con il Clan Gregor, ma vennero sconfitti in uno scontro a Ballindalloch. Verso la fine del XVI secolo, il Clan Grant divenne un clan importante nelle Highlands scozzesi. Durante questo periodo, le azioni del clan provocarono l'omicidio del conte di Moray e la sconfitta del conte di Argyll nella battaglia di Glenlivet nel 1594. Il capo del clan Grant ordinò ai suoi uomini di ritirarsi non appena l'azione fosse iniziata. Questa mossa infida ha portato alla sconfitta del Clan Campbell di Argyll.

### XVII secolo e la Guerra civile
Durante le Guerre dei tre regni (1639-1651), il capitano David Grant guidò le sue truppe contro le forze realiste nella battaglia di Tippermuir nel 1644. Nell'ottobre del 1645, il Clan Cameron fece irruzione nelle terre del Clan Grant.  Il Clan diede loro la caccia nella Battaglia delle Braes di Strathdearn, dove gli uomini di Cameron furono sconfitti.
Nel 1651, Sir James Grant di Grant, condusse il clan a combattere per Carlo I e i realisti nella battaglia di Worcester nel 1651. Inoltre, un'alleanza tra Sir James Grant e il conte di Huntly portò all'annientamento del Clan Farquharson.
Come molti altri, il clan si ritrovò sui entrambi i lati dopo la caduta di Giacomo II e l'ascesa di Guglielmo III. Una parte combatté con i giacobiti nella battaglia di Killiecrankie nel luglio 1689, mentre l'altra faceva parte della forza di Guglielmo sotto Sir Thomas Livingstone, che sconfisse i giacobiti nella battaglia di Cromdale nel maggio 1690.

### XVIII secolo e rivolte giacobite
Durante la Rivolta giacobina del 1715, la parte principale del clan sostenne il governo britannico. Nel 1715 il Laird di Grant ritirò le sue forze che portarono alla sconfitta delle forze governative nella schermaglia di Alness. Tuttavia, poco dopo il Clan Grant aiutò a riconquistare Inverness dai giacobiti durante l'assedio di Inverness. Nel 1715 alla forza combattente del Clan Grant fu assegnato 850 uomini dal generale George Wade. Alla battaglia di Sheriffmuir nel 1715, Grant combatté da entrambe le parti.
Nel 1725 furono fondate sei Independent Highland Companies (Black Watch) per sostenere il governo. Nel 1739 l'Independent Highland Companies formarono il 43rd Highlanders (Black Watch) regiment.
Durante la rivolta giacobita del 1745, il capo del Clan Grant appoggiò nuovamente il governo britannico. Tuttavia, ancora una volta ritirò le sue truppe, che portarono nuovamente alla sconfitta delle forze governative, questa volta nella battaglia di Inverurie (1745).
Un ramo del Clan Grant e di Glenmoriston si schierarono con i giacobiti e combatterono nella battaglia di Prestonpans nel 1745. Il ramo dei Grant di Glenmoriston combatté con giacobiti nella battaglia di Culloden nel 1746. Ottantaquattro Grant di Glenmoriston furono catturati a Culloden e furono trasportati alle Barbados, in violazione dei loro termini di resa, dove furono venduti come schiavi.
All'assedio di Inverness (1746) il comandante delle forze del governo britannico-Hannover era il maggiore George Grant, mentre tra i comandanti giacobiti c'era il colonnello James Grant.
Il Clan Grant era uno dei pochi clan a non essere stato influenzato dagli Highland Clearances.

#### British Army Regiments
Durante la seconda parte del XVIII secolo furono creati due reggimenti dal Clan Grant. In primo luogo i "Grant or Strathspey Fencibles" nel 1793 e il "97th" o "Strathspey Regiment" nel 1794. Il primo fu sciolto nel 1799 e il secondo, fu usato come marines a bordo della flotta di Lord Howe e successivamente redatto in altri reggimenti nel 1795.

### XXI secolo
Il Duthil Old Parish Church and Churchyard, che si trova appena fuori dal villaggio di Duthil, a Inverness, ora funge da Clan Grant Center. Il sito include molti memoriali dei membri del clan, come il feldmaresciallo Sir Patrick Grant, nonché un mausoleo dei Conti di Seafield.
Durante una visita a Winnipeg, in Canada, il capo di Clan Grant dichiarò che Cuthbert Grant era un membro del clan. Questo ha portato alla creazione di un nuovo ramo del Clan Grant in Canada. 

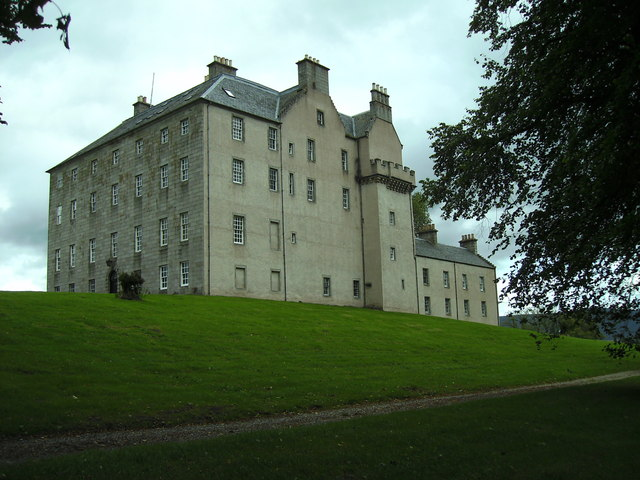
Castle Grant

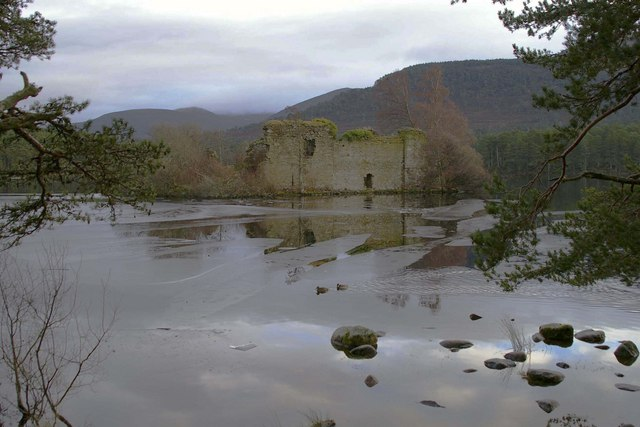
Loch an Eilein Castle

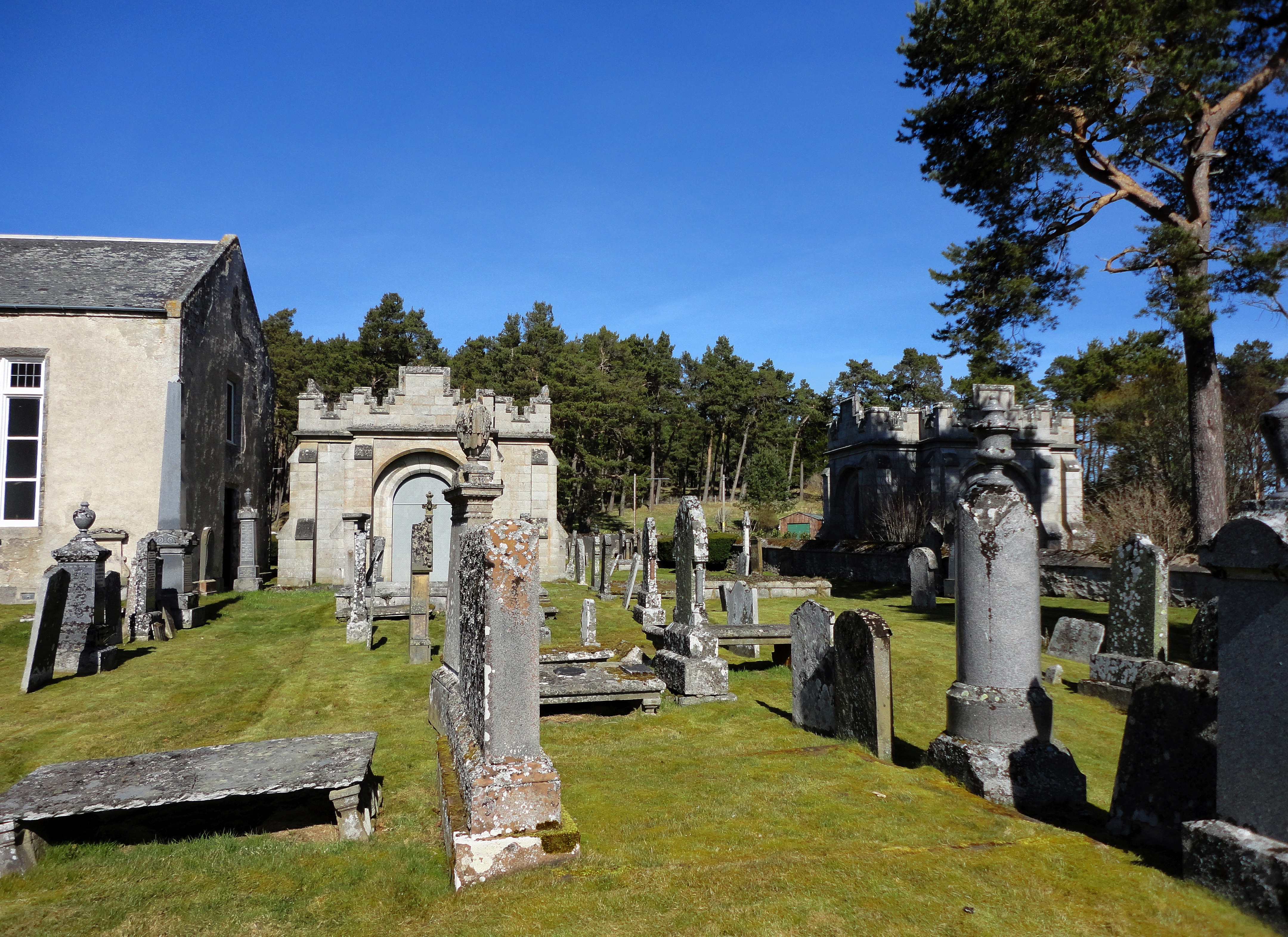
Duthil Old Parish Church and Churchyard

## Residenze
- Castle Grant era la sede del capo del Clan Grant[3];
- Urquhart Castle di proprietà del Clan Grant (1509-1912)[3];
- Ballindalloch Castle di proprietà del Clan Grant dal 1499[3];
- Loch an Eilein Castle di proprietà del Clan Grant dal 1567[3]. Fu attaccato dai giacobiti dopo la loro sconfitta nella battaglia di Cromdale nel 1690[3].